# Haemaphysalis longicornis
Haemaphysalis longicornis este o specie de căpușe din genul Haemaphysalis, familia Ixodidae, descrisă de Neumann în anul 1901. Conform Catalogue of Life specia Haemaphysalis longicornis nu are subspecii cunoscute.